# Julie Harris (figurinista)
Julie Harris (26 de março de 1921 — 30 de maio de 2015) foi uma figurinista britânica. Venceu o Oscar de melhor figurino na edição de 1966 por Darling.